# Shocking Shorts Award
Der 13th Street Shocking Short, auch Shocking Shorts Award, war ein Kurzfilmpreis, den der Pay-TV-Sender 13th Street seit seinem Start 1999 an Nachwuchsregisseure vergab und der der Förderung des Filmnachwuchs diente. Jedes Jahr kürte eine prominente Jury den besten Kurzfilm aus den Genres Action, Krimi, Thriller, Mystery und Horror. Verliehen wurde der Award im Rahmen des Filmfest München.
Die Gewinner des 13th Street Shocking Short durften am Universal Studios Filmmasters Program in Los Angeles teilnehmen und durchliefen in zwei Wochen alle wichtigen Abteilungen des Universal Studios, wie Drehbuch-Entwicklung, Produktion und Marketing und sind am Set einer Hollywood-Produktion dabei. 
Daneben wurden die nominierten Kurzfilme als Shocking Shorts auf 13th Street sowie in der "Langen Nacht der Shocking Shorts" deutschlandweit in verschiedenen Kinos gezeigt. Die Shocking Shorts wurden auch als DVD und Blu-ray produziert.

## Preisträger
- 2000: Florian Henckel von Donnersmarck für Dobermann
- 2001: Sebastian Winkels für Oberstube
- 2002: Tanja Brzakovic für Hochzeitstag
- 2003: Iván Sáinz-Pardo für Simones Labyrinth
- 2004: Tim Fehlbaum für Für Julian
- 2005: Kilian von Keyserlingk für Marco und der Wolf
- 2006: Arne Jysch & Rasmus Borowski für Der Beste
- 2007: Claudia Lehmann für Memoryeffekt
- 2008: Nico Zingelmann für 15 Minuten Wahrheit
- 2009: Julia Zimanofsky für Escape
- 2010: Marco J. Riedl / Carsten Vauth für On Air
- 2011: Timo Pierre Rositzki für Profil
- 2012: Erwin Häcker für Souterrain
- 2013: Murat-Eyüp Gönültas für Honeymoon Hotel
- 2014: Julian Cohn für Abbitte eines Mörders
- 2015: Maximilian Niemann für Five Minutes
- 2016: Korbinian Dufter für Pistenzauber
- 2017: Josef Brandl für Nicole's Cage[1]
- 2018: Michael Podogil für Fucking Drama[2]
- 2019: Lukas von Berg für Tod einer Fruchtfliege
- 2020: Émile V. Schlesser für Superhero[3]